# Apache Portals
Apache Portals est un projet libre d'Apache Software Foundation. Il regroupe cinq sous projets :
- Apache Jetspeed-1 (Site officiel)
- Apache Jetspeed-2 (Site officiel)
- Apache Pluto (Site officiel)
- Apache Portals-bridges (Site officiel)
- Apache WSRP4J (Site officiel).

## Apache Jetspeed-1
Apache Jetspeed-1 est un outil de portail web Java libre développé par la Fondation Apache depuis 1999, ce qui en fait l'un des premiers outils de portail web. Cependant il ne respecte la JSR 168 que depuis sa version 1.6. Son successeur est Apache Jetspeed-2.

## Apache Jetspeed-2
Apache Jetspeed-2 est le successeur de Apache Jetspeed-1 respectant la norme JSR 168 (et JSR 286 depuis la version 2.2.0). Sa première version M1 a été publiée en décembre 2004.

## Apache Pluto
Apache pluto est la mise en œuvre de référence de la spécification JSR 168 pour les portlets. C'est un logiciel libre distribué selon les termes de la licence Apache.

## Apache Portals-bridges
Apache Portals-bridges fournit un support pour la spécification JSR 168 ou JSR 286 compatible avec le développement de portlets utilisant des frameworks web courants tels que Apache Struts, JSF, PHP, Perl, Apache Velocity et des scripts tels que Groovy, JRuby, Jython, BeanShell ou Rhino.

## Sources
- Cet article est partiellement ou en totalité issu de l'article intitulé « Apache Jetspeed-1 » (voir la liste des auteurs).

- Cet article est partiellement ou en totalité issu de l'article intitulé « Apache Jetspeed-2 » (voir la liste des auteurs).

- Cet article est partiellement ou en totalité issu de l'article intitulé « Apache Pluto » (voir la liste des auteurs).